# زباباوات الفيل
زباباوات الفيل (الاسم العلمي: Macroscelidinae) هي أسرة من الثدييات تتبع فصيلة زبابات الفيل من رتبة زبابيات الفيل.

## أجناس زباباوات الفيل
- زبابة الفيل طويلة الأذن
  - زبابة الفيل الأوغندية
  - زبابة الفيل الصومالية
  - زبابة الفيل الحمراء
  - زبابة الفيل قصيرة الخطم
  - زبابة الفيل الزمبيسية
  - زبابة الفيل الصخرية
  - زبابة الفيل البوشفيلدية
  - زبابة الفيل الأفريقية الشمالية
  - زبابة الفيل الترنسفالية
  - زبابة الفيل رأس الرجاء
  - زبابة الفيل مشعرة الذيل